# The Black Circle
The Black Circle (Brasil: O Círculo Negro ) é o quinto livro da série The 39 Clues. Foi escrito por Patrick Carman e foi publicado pela nos Estados Unidos Scholastic em 3 de Agosto de 2009, e em outubro de 2010 no Brasil pela Editora Ática.

## Sinopse
Os personagens Amy e Dan viajam para a Rússia.Lá  eles tem a ajuda de NRR  que e na verdade Nataliya Ruslanov Radova filha da grã-duquesa Anastácia Nikolaievna Romanova.Nataliya ajuda Amy e Dan a chegar a Igreja sobre o Sangue onde lá estava escondida a Sala de Âmbar, no veículo chamado Tubarão que é um helicóptero que pode chegar a 450 quilômetros por hora.Nataliya ia pilotar o Tubarão da sua sala na base dos Lucian (Nataliya é uma Lucian que os levou até sua base para ajuda-los).Chegando na sala eles descobrem que pista é uma grama âmbar derretido.Lá eles encontram provas de que seus pais Hope Cahill e Arthur Trent foram para a Austrália.Mas antes de tudo isso eles vão ter que colaborar com os Holt do clã Tomas que vai ajuda-los na busca.